# 橋本昌哉
橋本 昌哉（はしもと まさや、1961年5月2日 - ）は、日本のコンピュータゲーム開発者。愛媛県出身。

## 来歴
日本ファルコムの元社員で、ファルコム時代には『イース』・『イースII』・『ワンダラーズ フロム イース（イースIII）』のディレクターおよびプログラミング、ゲームデザインを手がけた。
『ワンダラーズ フロム イース（イースIII）』の開発終了後、同じくイースシリーズの開発スタッフだった宮崎友好らと共にファルコムを退社し、1989年クインテットを設立。同社初代代表取締役を務めた。スーパーファミコン用RPG『アクトレイザー』などを手がける。2019年には株式会社イニスジェイに就職したが同年退職。現在はフリーランスとなっている。

## 参加作品

### 日本ファルコム
- アステカ
- 太陽の神殿 アステカII
- イース
- イースII
- ワンダラーズ フロム イース

### クインテット
- アクトレイザー（ディレクター、プログラム）
- ソウルブレイダー（プログラム）
- ガイア幻想紀（スペシャルサンクス）
- 天地創造（プロデューサー）
- コードR（エグゼクティブ・プロデューサー）
- ブライティス（スペシャルサンクス）
- ロボットポンコッツ2（プログラム）
- スーパーロボット大戦A（サウンドプログラム）
- マジカル封神（サウンドドライバー）
- Blender Brothers(サウンド)
- スーパーロボット大戦R（サウンドプログラム）

### イニスジェイ
- ヨコタマ（プログラム）